# David Lazar
David Beniamin Lazar (sinh ngày 8 tháng 8 năm 1991) là một cầu thủ bóng đá người România thi đấu ở vị trí thủ môn cho Românian side Astra Giurgiu.

## Danh hiệu

### Câu lạc bộ
Pandurii
- Liga I (1): Á quân 2013